# 34687 Isahaku
34687 Isahaku este o planetă minoră (asteroid), cu un diametru de 3,515 km, din centura de asteroizi. A fost descoperită pe 19 martie 2001 la Experimental Test Site⁠(d) de Lincoln Near-Earth Asteroid Research. 
Obiectul prezintă o orbită caracterizată de o semiaxă mare de 2,52625 UAi, o excentricitate de 0,18, o înclinație de 9,08488 ° în raport cu ecliptica.